# Liste de lacs d'Afrique
Cette liste recense les principaux lacs d'Afrique.

## Méthodologie
Afin de limiter la longueur de la liste, seuls les lacs de plus de 1 000 km2 de superficie sont mentionnés.

## Liste
| Lac        | Pays                                                         | Superficie (km²) | Profondeur max. (m) | Volume (km3) | Remarques      |  |
| ---------- | ------------------------------------------------------------ | ---------------- | ------------------- | ------------ | -------------- |  |
| Victoria   | Kenya, Ouganda, Tanzanie                                     | 69 485           | 84                  | 2 750        |                |  |
| Tanganyika | Burundi, République démocratique du Congo , Tanzanie, Zambie | 32 893           | 1 470               | 18 900       |                |  |
| Malawi     | Malawi, Mozambique, Tanzanie                                 | 30 044           | 706                 | 8 400        |                |  |
| Bangwelo   | Zambie                                                       | 9 840            | 10                  | 5            |                |  |
| Volta      | Ghana                                                        | 8 502            | 75                  | 148          | Lac de barrage |  |
| Turkana    | Kenya                                                        | 6 405            | 109                 | 204          | Lac alcalin    |  |
| Kariba     | Zambie, Zimbabwe                                             | 5 400            | 78                  | 160          |                |  |
| Albert     | Ouganda, République démocratique du Congo                    | 5 299            | 58                  | 280          |                |  |
| Nasser     | Égypte, Soudan                                               | 5 248            | 130                 | 132          | Lac de barrage |  |
| Moero      | République démocratique du Congo, Zambie                     | 4 650            | 37                  | 38           |                |  |
| Tana       | Éthiopie                                                     | 3 000            | 14                  | 28           |                |  |
| Kivu       | Rwanda, République démocratique du Congo                     | 2 700            | 485                 | 500          |                |  |
| Rukwa      | Tanzanie                                                     | 2 600            | 3,5                 | ?            |                |  |
| Edouard    | Ouganda, République démocratique du Congo                    | 2 150            | 117                 | 39,5         |                |  |
| Tchad      | Cameroun, Niger, Nigeria, Tchad                              | 1 350            | 11                  | 10,8         |                |  |
| Eyasi      | Tanzanie                                                     | 1 050            | ?                   | ?            |                |  |